# Viminella alba
Viminella alba is een zachte koraalsoort uit de familie Ellisellidae. De koraalsoort komt uit het geslacht Viminella. Viminella alba werd in 1906 voor het eerst wetenschappelijk beschreven door Thomson & Henderson. 